# ۱۲ میمون (مجموعه تلویزیونی)
مجموعه تلویزیونی ۱۲ میمون (انگلیسی: 12 Monkeys)سریالی در ژانر علمی-تخیلی است که توسط شبکه سای فای در چهار فصل تولید و عرضه شد.

## خلاصه داستان
محوریت داستان بر روی جوانی به نام James Cole است که در سال (۲۰۴۳) زندگی می‌کند؛ دوره‌ای که ویروس ناشناخته‌ای منتسب به سازمانی ناشناس به نام ۱۲ میمون نسل بشر را در خطر انقراض قرار داده‌است. در زمان زندگی جیمز این ویروس باعث مرگ ۹۳٫۶٪ درصد جمعیت کل جهان شده و تنها کسانی از آن جان سالم به در برده‌اند که مصونیت داشته‌اند. او با کمک ماشین زمان به زمان گذشته (۲۰۱۵) برمی‌گردد تا قبل از انتشار ویروس آن را از بین ببرد اما در این راه با مشکلات فراوانی رو به رو می‌شود...

## بازیگران
- آرون استنفورد
- آماندا شول
- کرک اسودو
- نوآ بین
- تاد استاشویک
- امیلی همپشر
- باربارا سکووا